# Алі Ахмед (футболіст)
Алі Ахмед (англ. Ali Ahmed; нар. 10 жовтня 2000, Торонто) — канадський футболіст, захисник клубу МЛС «Ванкувер Вайткепс» та національної збірної Канади. Дворазовий чемпіон Канади.

## Клубна кар'єра
Алі Ахмед народився 2000 року в Торонто, та є вихованцем футбольної школи клубу МЛС «Ванкувер Вайткепс». У професійному футболі Ахмед дебютував у 2022 році виступами за фарм-клуб ванкуверської команди «Вайткепс-2», в якій того року взяв участь у 15 матчах чемпіонату. У цьому ж році став грати за першу команду клубу «Ванкувер Вайткепс». У її складі — чемпіон Канади. Станом на 13 листопада 2024 року відіграв за команду 51 матчу регулярному чемпіонаті.

## Виступи за збірну
У 2023 році Алі Ахмед дебютував у складі національної збірної Канади. У складі збірної був учасником розіграшу Золотого кубка КОНКАКАФ 2023 року у США та Канаді, розіграшу Кубка Америки 2024 року у США. Станом на листопад 2024 року зіграв у складі збірної 11 матчів, у яких забитими м'ячами не відзначився.

## Титули і досягнення
- Чемпіон Канади (2):

«Ванкувер Вайткепс»: 2023, 2024